# Athanásios Davákis
Athanásios Davákis (en grec Αθανάσιος Δαβάκης), né le 18 mars 1962 à Athènes, est un homme politique grec.

## Biographie
Aux élections législatives grecques de janvier 2015, il est élu député au Parlement grec sur la liste de la Nouvelle Démocratie dans la circonscription de la Laconie.